# Tamika Domrow
Tamika Skye Domrow (* 6. September 1989 in Brisbane, Queensland) ist eine ehemalige australische Synchronschwimmerin, die an den Olympischen Sommerspielen 2008 in Peking und an den Olympischen Sommerspielen 2012 in London teilnahm.

## Karriere

### Olympische Spiele
Bei den Olympischen Sommerspielen 2008 in Peking gehörte Tamika Domrow zum australischen Aufgebot im Mannschaftswettkampf. Zusammen mit ihren Mannschaftskameradinnen Coral Bentley, Eloise Amberger, Myriam Glez, Érika Leal Ramírez, Tarren Otte, Samantha Reid und Bethany Walsh absolvierte sie den olympischen Wettkampf am 22. und 23. August 2008 im olympischen Schwimmzentrum in Peking und belegte den 7. Platz von acht teilnehmenden Mannschaften mit einer Gesamtwertung von 82,167 Punkten.
Tamika Domrow gehörte im Jahr 2012 in London bei den Olympischen Sommerspielen 2012 zum australischen Aufgebot im Mannschaftswettkampf. Zusammen mit ihren Mannschaftskameradinnen Eloise Amberger, Jenny-Lyn Anderson, Sarah Bombell, Olia Burtaev, Bianca Hammett, Tarren Otte, Samantha Reid und Ersatzathletin Frankie Owen absolvierte sie den olympischen Mannschaftswettkampf am 10. August 2012 im London Aquatics Centre und belegte den 8. Platz von acht teilnehmenden Mannschaften mit einer Gesamtwertung von 154,930 Punkten.